# Division 2 1962/63
Die Division 2 1962/63 war die 24. Austragung der zweithöchsten französischen Fußballliga. Zweitligameister wurde die AS Saint-Étienne.

## Vereine
Teilnahmeberechtigt waren die 15 Vereine, die nach der vorangegangenen Spielzeit weder in die erste Division aufgestiegen waren noch ihre Lizenz – freiwillig oder gezwungen – aufgegeben hatten; dazu kamen vier Erstligaabsteiger.
Somit spielten in dieser Saison folgende 19 Mannschaften um die Meisterschaft der Division 2:
- drei Mannschaften aus dem äußersten Norden (CO Roubaix-Tourcoing, OSC Lille, US Boulogne),
- drei aus Paris beziehungsweise der Champagne (CA Paris, Red Star Olympique, AS Troyes-Savinienne),
- vier aus dem Nordosten (US Forbach, die beiden Absteiger FC Metz und FC Sochaux, Racing Club Franc-Comtois Besançon),
- vier aus dem Westen (Absteiger Le Havre AC, AS Cherbourg, FC Nantes, FC Limoges),
- fünf aus dem Süden (Absteiger AS Saint-Étienne, AS Béziers, AS Aix, SC Toulon, AS Cannes).

Einen direkten Auf- und Abstieg in Abhängigkeit vom sportlich erzielten Ergebnis gab es lediglich zwischen erster und zweiter Profi-Division; nach dem Zweiten Weltkrieg war über einige Jahre ein Abstieg in die dritthöchste Spielklasse eingeführt worden, der allerdings inzwischen nicht mehr in Kraft war. Ein Zweitdivisionär konnte also alleine in dem Fall absteigen, dass er seine Lizenz abgab oder sie ihm entzogen wurde. Bisherige Amateurmannschaften hingegen konnten auch weiterhin nur dann zur folgenden Saison in die Division 2 aufsteigen, wenn sie vom zuständigen Verband FFF die Genehmigung erhielten, professionellen Status anzunehmen.
Auch in dieser Saison gab es keine Relegation zwischen dem am schlechtesten platzierten Erstligisten, der nicht direkt abstieg, und dem besten, nicht direkt aufstiegsberechtigten Zweitligisten.

## Saisonverlauf
Jede Mannschaft trug gegen jeden Gruppengegner ein Hin- und ein Rückspiel aus, einmal vor eigenem Publikum und einmal auswärts. Es galt die Zwei-Punkte-Regel; bei Punktgleichheit gab das Torverhältnis den Ausschlag für die Platzierung. In Frankreich wird bei der Angabe des Punktverhältnisses ausschließlich die Zahl der Pluspunkte genannt; hier geschieht dies in der in Deutschland zu Zeiten der 2-Punkte-Regel üblichen Notation.
Die AS Saint-Étienne marschierte mit nur drei Niederlagen – 1:3 in Béziers, 1:6 beim Schlusslicht aus Aix-en-Provence und zuhause 0:1 gegen den FC Nantes, bei dem sie das Hinspiel allerdings sogar mit 4:0 gewonnen hatte – unangefochten zum Meistertitel und kehrte auf Anhieb in die Division 1 zurück. Mit diesen beiden Mannschaften konnten als einzige ernsthafte Verfolger Sochaux und Le Havre einigermaßen Schritt halten, holten in den direkten Duellen gegen die beiden diesjährigen Spitzenteams aber nur drei beziehungsweise zwei der jeweils acht zu vergebenden Punkte. Dabei hatte Sochaux den Erfolg am letzten Spieltag noch selbst in der Hand gehabt; der „Peugeot-Werksklub“ unterlag dabei allerdings vor einer Rekordkulisse von 16.959 zahlenden Zuschauern beim FC Nantes mit 0:2. Zu diesem Zeitpunkt war noch nicht zu erahnen gewesen, dass beide Aufsteiger den französischen Vereinsfußball für die kommenden knapp zwei Jahrzehnte dominieren sollten; die „Grünen“ aus Saint-Étienne gewannen ab 1964 und die „Gelben“ aus Nantes – die noch nie zuvor erstklassig gespielt hatten – ab 1965 zusammen bis 1983 insgesamt 15 Meistertitel sowie sechs Mal die Coupe de France. Vor allem begannen sie als erste im Land mit dem Aufbau eigener Nachwuchs-Ausbildungszentren und entwickelten unter ihren langjährigen Trainern (Snella, Batteux und Herbin bei der ASSE, Arribas und Vincent beim FCN) eine moderne, eigenständige und dabei attraktive Spielweise, die später auch andere Vereine Frankreichs nachzuahmen suchten und die den französischen Fußball insgesamt ab Mitte der 1980er Jahre auch international konkurrenzfähig zu machen begann.
Da es in dieser Saison nur zwei Aufstiegsplätze gab, mussten die beiden Vorjahresabsteiger Sochaux und Le Havre ein weiteres Jahr in der zweiten Division verbringen, genauso wie der vierte Absteiger aus Metz, der sogar bloß einen Rang im Tabellenmittelfeld erreichte. Im unteren Bereich des Abschlussklassements fand sich Aix zum dritten Mal seit 1960 als Träger der „roten Laterne“ wieder. Drei der nur geringfügig besser platzierten Vereine zogen nach Saisonende hingegen Konsequenzen aus ihrem teilweise langjährigen Scheitern an der Aufgabe, die zweite Division mit ihren in aller Regel geringen Zuschauerzahlen und nicht kostendeckenden Einnahmen dauerhaft in Richtung der ersten Liga zu verlassen: Roubaix-Tourcoing, CA Paris und Troyes-Savinienne gaben ihren Profistatus auf. Exemplarisch war der Fall der Hauptstädter von Cercle Athlétique: sie hatten der zweiten Division 23 Spielzeiten in ununterbrochener Folge angehört, dabei ab 1947/48 als beste Position noch einmal einen 14. Platz erreicht, aber sieben Mal als Tabellen-Vorletzter und vier Mal als Schlusslicht die jeweilige Saison beendet. Angesichts der Tatsache, dass sie mit dem Racing Club, Stade Français und Red Star aus dem angrenzenden Saint-Ouen auch noch drei Konkurrenten um die örtliche Zuschauergunst besaßen, ließ sich 1963 ungeachtet aller „Improvisationskunst“ des langjährigen Vereinspräsidenten Marcel Langiller der Profistatus für CAP endgültig nicht mehr finanzieren.
In den 342 Ligabegegnungen wurden 1.103 Treffer erzielt; das entspricht einem Mittelwert von 3,2 Toren je Spiel. Die Torjägerkrone gewann der Argentinier Ernesto Gianella aus Béziers mit 24 Toren. Zur folgenden Spielzeit kamen die Erstligaabsteiger FC Grenoble, FC Nancy, SO Montpellier und Olympique Marseille hinzu. Der französische Fußballverband erteilte keinem Amateurverein eine neue Lizenz, so dass die Division 2 dann mit 18 Teilnehmern ausgetragen wurde.

## Abschlusstabelle
| Pl. | Verein               | Sp. | S  | U  | N  | Tore    | Quote | Punkte |
| --- | -------------------- | --- | -- | -- | -- | ------- | ----- | ------ |
| 1.  | AS Saint-Étienne (A) | 36  | 25 | 8  | 3  | 086:460 | 1,87  | 58:14  |
| 2.  | FC Nantes (A)        | 36  | 25 | 4  | 7  | 082:380 | 2,16  | 54:18  |
| 3.  | FC Sochaux (A)       | 36  | 21 | 9  | 6  | 068:330 | 2,06  | 51:21  |
| 4.  | Le Havre AC          | 36  | 18 | 11 | 7  | 063:430 | 1,47  | 47:25  |
| 5.  | Red Star Olympique   | 36  | 17 | 9  | 10 | 069:600 | 1,15  | 43:29  |
| 6.  | US Boulogne          | 36  | 15 | 9  | 12 | 066:550 | 1,20  | 39:33  |
| 7.  | OSC Lille            | 36  | 15 | 8  | 13 | 063:590 | 1,07  | 38:34  |
| 8.  | FC Limoges           | 36  | 14 | 9  | 13 | 057:600 | 0,95  | 37:35  |
| 9.  | FC Metz (A)          | 36  | 12 | 12 | 12 | 062:460 | 1,35  | 36:36  |
| 10. | AS Béziers           | 36  | 15 | 6  | 15 | 064:620 | 1,03  | 36:36  |
| 11. | AS Cannes            | 36  | 16 | 3  | 17 | 067:700 | 0,96  | 35:37  |
| 12. | Racing FC Besançon   | 36  | 12 | 8  | 16 | 065:720 | 0,90  | 32:40  |
| 13. | US Forbach           | 36  | 11 | 7  | 18 | 036:530 | 0,68  | 29:43  |
| 14. | CO Roubaix-Tourcoing | 36  | 9  | 10 | 17 | 046:630 | 0,73  | 28:44  |
| 15. | CA Paris             | 36  | 9  | 10 | 17 | 039:620 | 0,63  | 28:44  |
| 16. | AS Cherbourg         | 36  | 7  | 13 | 16 | 046:620 | 0,74  | 27:45  |
| 17. | AS Troyes-Savinienne | 36  | 8  | 10 | 18 | 050:760 | 0,66  | 26:46  |
| 18. | SC Toulon            | 36  | 7  | 9  | 20 | 041:700 | 0,59  | 23:49  |
| 19. | AS Aix               | 36  | 6  | 5  | 25 | 033:730 | 0,45  | 17:55  |

Platzierungskriterien: 1. Punkte – 2. Torquotient – 3. geschossene Tore
| (A) | Absteiger aus der Division 1 1961/62 |